# گورخر کوهی دماغه
گورخر کوهی دماغه (نام علمی: Equus zebra zebra) نام یک زیرگونه از گونه گورخر کوهی است.